# 重瓣金樱子
重瓣金樱子（学名：Rosa laevigata f. semiplena）为蔷薇科蔷薇属金樱子下的一个变型。

## 扩展阅读
- 維基物種上的相關：重瓣金樱子